# 革似鰺
革似鰺，又稱托爾逆溝鰺，俗名為七星仔、棘蔥仔、鬼平，為輻鰭魚綱鱸形目鱸亞目鰺科的其中一個種。

## 分布
本魚分布於印度太平洋區，包括東非、馬達加斯加、馬爾地夫、斯里蘭卡、印度、安達曼海、日本、中國沿海、台灣、菲律賓、越南、泰國、馬來西亞、印尼、澳洲、馬里亞納群島、馬紹爾群島、帛琉、所羅門群島、新幾內亞、諾魯、密克羅尼西亞、斐濟群島、萬那杜、夏威夷群島、法屬波里尼西亞、加拉巴哥群島、美國加利福尼亞州、巴拿馬、厄瓜多海岸等海域。

## 深度
水深10至20公尺。

## 特徵
本魚側線近於直走，概無棱鱗，胸鰭短於頭長，不成鐮刀狀，側線在尾柄部不成皮質隆起稜線，臀鰭基底約與第三基底等長，尾柄上下方無凹溝，體側有一列5至8枚小型暗斑，前方數枚橫過側線，第二背鰭之外側黑色。體長可達60公分。

## 生態
本魚棲息於沿岸附近海域，為肉食性魚類，捕食甲殼類、魚類等。

## 經濟利用
食用魚，以火烤、鹽燒、油炸、水煮皆適宜。